# Vodjanoj

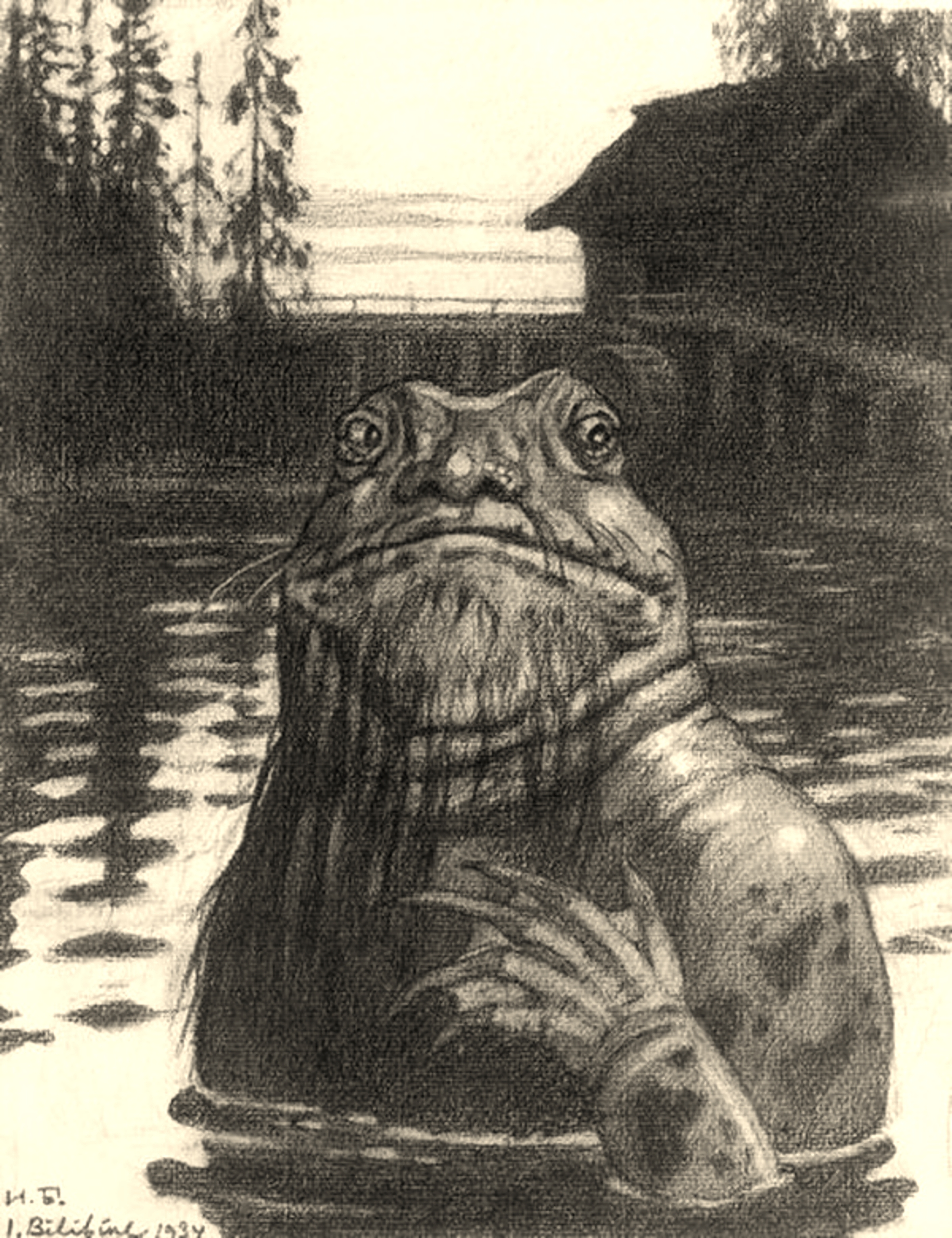
Rysk vodjanoj

Vodjanoj var en grupp vattenandar i slavisk mytologi. 
Vodjanoj kunde föra bort badande människor men visade sig endast nattetid intill till exempel kvarndammar. Deras utseende kunde variera men var aldrig trevligt.